# Vlag van Bolívar (Venezuela)

Vlag van Bolívar (ratio 2:3)

De vlag van Bolívar toont drie horizontale blauwe banen voor een groene cirkel op een gele achtergrond; linksboven staat het wapen van Bolívar. In de middelste blauwe baan staan acht witte sterren. De vlag is in gebruik sinds 10 oktober 2000 en werd ontworpen door Jesús Rafael Soto.
De gele achtergrond symboliseert de rijkdommen van de staat. De groene cirkel staat voor de bossen en andere vegetatie in Bolívar. De drie blauwe banen staan voor de rivieren die door de staat stromen, waarvan de Orinoco de grootste is.
Zeven van de acht sterren staan voor de zeven provincies die op 5 juli 1811 de onafhankelijkheid van Venezuela uitriepen; de andere ster staat voor het deel van Guyana dat door Venezuela geclaimd wordt.